# Ryūtarō Arimura
Ryūtarō Arimura (有村 竜太朗?, Arimura Ryūtarō; Prefettura di Chiba, 6 marzo 1973) è un cantante, saggista e modello giapponese noto per essere il vocalist e frontman della rock band visual kei Plastic Tree.

## Biografia
Ryūtarō Arimura (più spesso semplicemente Ryuutarou, Ryutarou o Ryutaro) nasce nel 1973 nell'area metropolitana di Chiba, città satellite di Tokyo. Si interessa alla musica fin dall'adolescenza, prediligendo rock alternativo statunitense, grunge, garage rock e new wave inglese. Verso l'inizio degli anni novanta partecipa a diverse band con l'amico Akira Nakayama; alla coppia si aggiunge più tardi anche Tadashi Hasegawa, con cui Ryūtarō fonderà nel dicembre del 1993 i Plastic Tree, in cui ancora oggi suonano tutti e tre. La band, con base nella città di Ichikawa, si esibisce principalmente nei club e nelle live house della prefettura di Chiba, supportata dall'etichetta indie GIO RECORDS; negli anni la band arriverà ad essere uno dei gruppi rock giapponesi più famosi in patria ed all'estero.
Oltre all'attività di musicista, Arimura si dedica anche alla scrittura. Fra il 1998 ed il 2002 tiene la rubrica Ao mushi Drop sulla rivista Zappy della casa editrice Media Factory, mentre dal 2002 scrive per il mensile di moda KERA dei saggi intitolati Gojūon shiki (五十音式? "Il sistema sillabico giapponese") (dal 2002 al 2007, poi raccolta in un libro) e Tokyo panorama hakusho (東京パノラマ白書? "Rapporto sul panorama di Tokyo") (dal 2008). Nel 2005 collabora con la rivista musicale Zy., con la quale realizza il libro+DVD Camera Obscura.
Infine, Ryūtarō Arimura è anche il modello ufficiale della casa di moda maschile GADGET GROW, fondata nel 2006 e rappresentata fin dagli esordi dal cantante. Arimura è inoltre un personaggio importante per la cultura pop giovanile giapponese: il musicista è il più noto esponente della moda ōji, versione maschile delle culture urbane raggruppate sotto l'etichetta di "moda Lolita"; in un suo saggio, Arimura definisce questo stile kodona, neologismo formato dall'unione delle parole kodomo (子供? "bambino") ed otona (大人? "adulto"), a significare l'aspetto allo stesso tempo maturo ed ingenuo di questo modo d'abbigliarsi. Sono inoltre state notate peculiari somiglianze fra Ryūtarō Arimura ed Akira Kanō detto Kanon, il protagonista del manga KISS××××: realizzato da Maki Kusumoto fra il 1989 ed il 1991, l'opera tratta dell'amore fra una ragazza ed un cantante ed influenzò lo stile e gli atteggiamenti dei musicisti visual kei nati nella prima metà degli anni novanta.

## Opere

### Raccolte di saggi
- 01/11/2002 - Aomushi drop (あおむしドロップ?, Aomushi doroppu)
- 25/12/2007 - Gojūon shiki (五十音式?)
- 10/2013 - Zetsubō Wonderland (絶望ワンダーランド?, Zetsubō Wandārando)

### Libri fotografici
- 31/01/2005 - Camera Obscura (カメラ・オブスキュラ?, Kamera Obusukyura); con allegato un DVD

## Cronologia
Sono indicate con ★ le collaborazioni con Akira Nakayama e con ♪ quelle con Tadashi Hasegawa.
RELIGION MIX★ → DROP'IN SHOP LIFTERS★ → NTT FUCKS★♪ → Plastic Tree★♪